# 雪蛤亚科
雪蛤亚科（学名：Chionirlae）为帘蛤科的一个亚科。

## 下级分类
本亚科包括以下属：
- 杓拿蛤属 Anomalodiscus
- 丽目蛤属 Callithaca
- 雪蛤属 Clausinella
- 畸心蛤属 Cryptonema
- 布目蛤属 Protothaca
- 帝汶蛤属 Timoclea[1]